# SOS Fantômes, le jeu vidéo
 (mars 2020).
Si vous disposez d'ouvrages ou d'articles de référence ou si vous connaissez des sites web de qualité traitant du thème abordé ici, merci de compléter l'article en donnant les références utiles à sa vérifiabilité et en les liant à la section « Notes et références ».
SOS Fantômes, le jeu vidéo (Ghostbusters: The Video Game) est un jeu vidéo édité par Atari Inc., en association avec Sony Pictures et qui est sorti en juin 2009 sur les deux dernières consoles de salon PlayStation en Europe (les autres versions arriveront plus tard sur le continent).
Les versions PlayStation 3, Xbox 360 et PC sont développées par le studio Terminal Reality, tandis que les versions PlayStation 2, PlayStation Portable, et Wii sont à la charge de Red Fly Studios. Une version différente pour la Nintendo DS est également développée par Zen Studios (en).
Le joueur incarne un 5e Ghostbuster sans nom et sans textes (néanmoins, on peut entendre sa voix par moments), fraîchement recruté. Le script a été écrit par Dan Aykroyd et Harold Ramis, les scénaristes et acteurs des films originaux. D'ailleurs, les personnages sont joués par les acteurs des films eux-mêmes. L'histoire se déroule après le deuxième film ; Dan Aykroyd a même considéré ce jeu comme le troisième épisode (avant que ne sorte bien sûr Sos Fantômes : l'Héritage).

## Synopsis
En 1991, deux ans après les événements du film SOS Fantômes 2, New York est encore chamboulé par des phénomènes paranormaux. En effet, le musée qui a récemment accueilli des pièces gozériennes, est touché par un champ d'énergie psychique affectant toute la ville alors qu'un garde de nuit tentait d'interpeller une jeune femme courant dans le bâtiment alors qu'un fantôme prend par surprise le garde.
Quelque temps auparavant, les chasseurs de fantômes accueillaient un nouveau membre en tant que "technicien testeur de protoypes". Peter Venkman (Bill Murray) ne veut pas connaître son nom pour ne pas s'attacher à lui. D'ailleurs, le nom qui figure sur son uniforme est "Rookie" qui veut dire bleu en anglais. Aussitôt équipé du pack à protons sur son dos, la jeune recrue doit recapturer Bouffe-Tout qui s'est échappé à la suite du passage du champ énergétique. Le nouveau est invité à tirer une dose d'effluve sur le fantôme qui s'est arrêté devant l'unité de confinement. Il libère accidentellement un autre fantôme. Raymond Stantz (Dan Aykroyd) et lui le suivent dans la cave pendant qu'Egon Spengler (Harold Ramis) répare la chambre. Tout en faisant l'initiation du nouveau membre, ils arrivent à capturer le fantôme de la paresse mais Bouffe-Tout parvient à fuir. Peter, Ray, Egon et le nouveau décident de partir pour l'hôtel Sedgewick où ils ont rencontré le petit fantôme pour la première fois.
Une fois sur place, les chasseurs de fantômes apprennent en effet que le petit monstre vert provoque des ravages dans l'hôtel 5 étoiles. Alors que Peter, Ray et la recrue tentent de prendre l'ascenseur, une jeune femme toute troublée en sort. Peter essaye de la séduire mais se fait jeter de suite. Une impression de déjà-vu se poursuit jusqu'à la capture du petit fantôme mais un seul problème: il n'était pas seul. L'hôtel qui avait dû être "nettoyé" il y a 5 ans est peuplé de nombreux autres revenants. Les 4 chasseurs traquent ensuite un gros poisson qui n'est autre que le fantôme du pêcheur. Une fois la tâche accomplie, Winston Zeddemore (Ernie Hudson) prévient de son arrivée. Il informe ses collègues par la même occasion du retour d'un "vieil ami"...
Le Bibendum est de retour, ravageant Times Square. Les Ghostbusters accompagnés de la voiture Ecto se frayent un chemin à travers le chaos. Le géant semble chercher quelque chose... ou quelqu'un dans les grands immeubles new-yorkais. Après de rudes combats contre les envoyés du destructeur dans les rues de New-York, Ray et la recrue s'introduissent dans un bâtiment. En montant les étages, ils découvrent une jeune femme traquée par le Chamallow. Après l'avoir plus ou moins sauvé, Peter les rejoint. Le monstre ayant détruit les escaliers pour descendre et sortir, la troupe se dirige vers le toit. Le gros bonhomme ne recule devant rien et parvient à montrer sa tête, mais les trois chasseurs de fantômes le font tomber. Cela ne suffit pas à l'éliminer et il remonte les parois de l'immeuble avec encore plus d'ardeur. Secoué par le tremblement qu'il cause, l'imprudent jeunot qui se tenait près du vide tombe mais il est rattrapé par ses coéquipiers. Pendant dans le vide, le jeune homme arrive à faire retomber, et littéralement réduire en bouillie la bête. La jeune femme remercie les Ghostbusters. Elle se présente sous le nom du docteur Ilyssa Selwyn (Alyssa Milano) et s'avère être la même femme que Peter a voulu draguer devant l'ascenseur de l'hôtel.
De retour à la caserne, les chasseurs de fantômes interrogent Ilyssa. Egon lui demande si elle a déjà été en présence d'une faille dimensionnelle comme celle-ci. Elle lui répond qu'elle a été touchée d'une lumière bleue au musée et qu'au moment suivant, elle se trouvait au 13e étage de l'hôtel Sedgewick. Elle est ensuite venue dans cette immeuble qu'elle utilise comme bureau provisoire le temps qu'elle reste en ville, pour faire des recherches quand Gozer l'a attaquée. Elle explique également qu'elle une spécialiste des cultures mésopotamiennes, plus précisément sumérienne et gozérienne. Walter Peck (William Atherton), ancien inspecteur de l'EPA et maintenant chef du nouvellement crée COSAP (Comité de Surveillance des Activités Paranormales) fait irruption avec le maire Mulligan (Brian Doyle-Murray). Il charge Peck de surveiller les chasseurs de fantômes en échange de leur "décrocher un contrat avec l'état", et s'assure qu'Ilyssa participera à la soirée d'inauguration de l'exposition gozérienne au musée. SOS Fantômes décide d'aller inspecter le musée sauf Peter qui veut rester pour garder un œil sur Ilyssa. Le reste part donc, aussitôt vers le musée à bord de l'Ecto-1B. Mais en chemin, ils reçoivent un appel radio disant que la Dame Grise, premier fantôme rencontré par les Ghostbusters hante à nouveau la bibliothèque. Là encore, ils y rencontrent un flux d'énergie psychique tellement important que des "animateurs" sont capables de créer des golems constitués de livres. Ray, Egon et le nouveau traquent le fantôme de la bibliothécaire jusque dans les sous-sols du bâtiment pendant que Winston fait des recherches dans les archives de journaux. Il découvre qu'Eleanor Twitty, ancienne bibliothécaire a été assassinée par un certain Edmund Hoover dit le "Collectionneur" dans les années 1920. Il collectionne des livres rares plus précisément, et s'est rapproché de la bibliothécaire pour acquérir le codex gozérien. Mais il fut arrêté, et pendu pour avoir tué une douzaine d'autres personnes pour couvrir l'assassinat. Juste avant de mourir, il annonce qu'il se réincarnera en tant qu'Azeltor, un dieu veillant sur la bibliothèque et ses livres. Les 3 chasseurs de fantômes arrivent à poursuivre la vieille dame jusque dans les niveaux les plus profonds de la bibliothèque. Ils dérobent le livre gozérien à la dame grise, mais cela la rend folle et commence à déchaîner sa colère. Après un rude combat pour capturer le fantôme, un portail menant au monde des fantômes s'ouvre. Étant la seule issue possible, les 3 chasseurs se retrouvent dans une version alternative de la bibliothèque. Ils arrivent à traverser le labyrinthe du monde des fantômes mais Azetlor le destructeur les attend dans la grande salle, mécontent qu'ils aient pris le codex avec eux. Après avoir battu le puissant demi-dieu, ils arrivent à sortir de l'autre monde et revenir dans la grande salle "normale" où Winston les attendait. Ils y découvre qu'un signe bizarre venait d'apparaître sur le mur...
Ray n'arrive pas à trouver à quoi correspond le dessin qui est apparu sur le mur de la bibliothèque. Ilyssa lui dit qu'elle a déjà vu ce symbole dans des rituels magiques sumériens, et que ça représentait un chemin vers un grand pouvoir. Egon demande à Ilyssa à qui les statues gozériennes au musée ont été empruntées. Elle lui répond qu'ils appartenaient à Ivo Shandor l'architecte, mais plutôt un emprunt de sa fondation car il est mort dans les années 1920. Winston fait remarquer qu'il était plutôt connu pour être un meurtrier diabolique, et Ilyssa dit que c'est ce qu'elle recherchait lorsque le Bibendum l'a attaqué. Shandor aurait participé à de grands projets urbains à l'époque dont l'immeuble de Dana Barrett, et des rénovations de bâtiments tels que la bibliothèque et le musée d'histoire naturel. Ray élabore un plan pour aller surveiller le musée: Peter participera à la fête en tant qu'invité d'Ilyssa pour garder un œil sur Peck pendant que le reste entrera par l'entrée de service. Ils doivent rencontrer le conservateur du musée, le docteur Rutherford qu'Ilyssa a contacté. Mais ils ne le trouvent pas, et le retrouvent plus tard, enfermé dans une caisse en bois. L'endroit est hanté par des possesseurs. L'un d'eux prend possession de Ray, mais il est rapidement libéré par ses coéquipiers. Ray, Winston et le nouveau rejoignent Peter à la soirée dans la grande salle. Peck tentent de les renvoyer mais pendant ce temps, Ilyssa observant une statue gozérienne est hypnotisée, et flotte dans les airs. De nombreux possesseurs sont libérés par la même occasion, s'en prenant aux invités dont Peck. Après avoir capturé tous les possesseurs, un gros fantôme enlève Ilyssa. Ray décide d'aller voir la chambre des caméras de surveillance pour tenter de repérer Ilyssa, les autres partent à son sauvetage. Les 4 chasseurs traversent plusieurs salles telles que des expositions maya, égyptienne, mésopotamienne ou encore de la guerre de Sécession (qui sont bien sûr, tous hantées). Ray apprend du conservateur, que le musée dans les années 1920 était dirigé par un conseil d'administration composé d'hommes puissants et dont la tête était le président d'Acier International, Cornelius Wellesly. Ils faisaient tous partie de la secte de Shandor, et ça serait le fantôme du président qui aurait enlevé Ilyssa. De retour dans le hall, les chasseurs de fantômes recouvrent le président de slime, libérant Ilyssa. Mais le gros fantôme arrive à s'échapper.

## Système de jeu

### Terminal Reality
Le mécanisme du jeu est celui d'un jeu de tir à la troisième personne.
Comme dans le film, le joueur doit capturer des fantômes. Pour cela, il dispose du célèbre pack à protons. Les fantômes ont une énergie psychique et le joueur doit tirer sur le fantôme avec le pack afin de dissiper cette énergie, et ainsi affaiblir le revenant avant de le capturer avec un effluve de capture puis le coincer dans un dispositif (pour certains fantômes, il suffit juste de les désintégrer sans qu'on ait à les attraper). Le pack est un outil multifonction. Non seulement il a quatre lanceurs différents avec des tirs primaire et secondaire chacun, il agit aussi comme une interface: on peut y voir notre barre de santé, l'énergie psychique du fantôme (qu'on peut également voir sur le réticule lorsqu'on vise un fantôme) et la barre de chaleur (on peut donc voir toutes ces informations également sur les packs de nos coéquipiers). Cette dernière doit être surveillée afin de ne pas causer de surchauffe. On peut refroidir manuellement le pack mais s'il y a une surchauffe, le pack se refroidit automatiquement (il n'y a pas de munitions cependant). Lorsqu'on reçoit trop de dégâts, le joueur est paralysé et doit attendre l'un de ses coéquipiers pour qu'il vienne le réanimer. La même chose peut leur arriver alors on peut également leur donner un coup de main. La mission échoue lorsque le joueur est à terre, et qu'il n'y a plus personne pour venir en aide.
Le joueur peut sprinter, sauter et esquiver avec un même bouton (l'action varie en fonction de longueur d'appui ou la direction choisie au même moment). On entend d'ailleurs le personnage muet d'habitude, crier de peur lorsqu'on court pour échapper à un spectre géant. Le personnage a plusieurs possibilités d'interaction (qui sont pour la plupart inutiles) avec l'environnement telles que jouer à des jeux d'arcade (seulement une animation du personnage en train de jouer), boire de l'eau ou encore écouter le tableau maudit du prince Vigo von Homburg Deutschendorf parler.
Les chasseurs de fantômes ne font pas dans la dentelle, et Terminal Reality a conçu un moteur adapté: l'Infernal Engine. La physique du moteur permet de détruire et déplacer (avec l'effluve de capture, le slime vert collant ou tout simplement en poussant avec le corps) un bon nombre d'objets.
Le jeu passe à la vue subjective lorsqu'on s'équipe du psychotensiomètre et des paralunettes reliés. On peut voir sur l'écran du psychotensiomètre des signaux de couleurs différentes. Lorsque c'est rouge, ça indique un fantôme, lorsque c'est vert, un phénomène environnemental ou paranormal et lorsque c'est bleu, un artefact (un objet bonus à collecter). Il permet aussi de scanner certains objets, des ectoplasmes, et des fantômes dont les informations s'affichent immédiatement sur les paralunettes, et qui sont également consultables dans le guide spirituel accessible depuis le menu pause (l'interface du menu est le psychotensiomètre). Lorsque les "ailes" du psychotensiomètre tendent vers le haut, cela indique qu'on approche de quelque chose.
Les artefacts collectés permettent d'acheter des améliorations d'équipements (le montant d'argent collecté avec les artefacts est différent de celui pour la destruction d'objets environnants).
Entre quelques mission, le joueur peut explorer la caserne en grande partie modélisée pour l'occasion. Depuis le deuxième étage, il peut même utiliser le poteau pour glisser au rez-de-chaussée au lieu d'utiliser les escaliers. En regardant l'extérieur depuis les fenêtres, on découvre un monde en activité avec des passants et des voitures qui circulent.
Dans les zones obscures, les lampes torches à angle (de type militaire) des chasseurs de fantômes s'allument automatiquement.
Comme dans Grand Theft Auto IV, quelques lignes du dialogue changent si on répète le même passage après un échec.

## Développement
En novembre 2007, le studio Vivendi Games annonce le jeu pour une sortie à l'automne 2008. Le studio Terminal Reality est chargé des versions Windows, PlayStation 3 et Xbox 360, tandis que Red Fly Studio est supposé s'occuper des versions PlayStation 2, Nintendo DS et Wii. Par la suite, il est annoncé que ce dernier serait également au développement d'une version PSP, tandis que le studio Zen Studios s'occuperait de la version Nintendo DS.
Le jeu est écrit par Dan Aykroyd et Harold Ramis qui reprennent également les rôles du Dr Raymond « Ray » Stantz et du Dr Egon Spengler. Bill Murray et Ernie Hudson sont également annoncés pour reprendre les rôles des deux autres chasseurs de fantômes, à savoir le Dr Peter Venkman et Winston Zeddemore. Annie Potts reprend le rôle de la réceptionniste Janine Melnitz, tandis que William Atherton, seul absent du deuxième volet, reprend le personnage de Walter Peck. Max von Sydow assure une nouvelle fois la voix de Vigo des Carpates le temps d'une brève apparition du personnage,. En mars 2009, Alyssa Milano est annoncée dans le rôle du Dr Ilyssa Selwyn.

## Version remastérisée
Une version retravaillée du jeu, prenant en charge les systèmes Nintendo Switch, PlayStation 4, Xbox One et Microsoft Windows, développée par Saber Interactive, est sortie le 4 octobre 2019.
Cette version ne dispose plus du mode multijoueur et de la VF proposée par le jeu de 2009.
Et un texte -à la mémoire de Harold Ramis- est rajouter au début du jeu quand on lance une nouvelle partie
Cependant, la version disque Xbox 360 de 2009 est rétrocompatible avec la Xbox One ainsi que la Xbox Series X, bénéficiant de tous les aspects originaux du jeu.